# Daniel Scioli
Daniel Osvaldo Scioli Méndez (Buenos Aires, 13 gennaio 1957) è un politico, sportivo e imprenditore argentino.

## Biografia
Ha origine italiane, per la precisione molisane: il suo bisnonno paterno Luigi era emigrato da Cantalupo nel Sannio, in provincia di Isernia.
Figlio di una ricca famiglia, proprietaria di una catena di negozi di elettrodomestici e per qualche periodo di canali televisivi, prima di dedicarsi alla politica è stato un campione mondiale di offshore (motonautica). Perse il braccio destro in un incidente il 3 dicembre 1989 durante la disputa di una gara. Incidente che non gli impedì di ritornare alle corse e conquistare altri titoli sino a metà degli anni '90.
In seguito si è laureato in marketing all'Università Argentina dell'Impresa. Per alcuni anni dopo la sua carriera sportiva ha lavorato nell'impresa svedese Electrolux.
Scioli ha cominciato la sua carriera politica in argentina nel Partito Giustizialista nel 1997 quando è stato eletto deputato alla Camera federale per una coalizione tra il PJ e l'Unione del Centro Democratico, un partito politico di centrodestra.
A seguito della crisi del governo del radicale centrista Fernando de la Rúa e con la nomina di Eduardo Duhalde come presidente transitorio nel 2002 è diventato ministro del Turismo. Alle elezioni presidenziali del 2003 si è candidato alla vicepresidenza argentina assieme a Néstor Kirchner per il movimento peronista di sinistra Fronte per la Vittoria. Dopo la vittoria alle elezioni Scioli è diventato vicepresidente, carica che mantenne fino al 10 dicembre 2007.
Kirchner per le successive elezioni non si è presentato lasciando spazio alla moglie Cristina Kirchner. Scioli si è candidato come governatore della Provincia di Buenos Aires per una coalizione di sinistra sconfiggendo Margarita Stolbizer della coalizione di centrosinistra Coalición Cívica con il 49% contro il 16% della Stolbizer.
Nel 2015 si candida per le presidenziali in Argentina come principale candidato peronista del Partito Giustizialista. Il 26 ottobre il risultato delle votazione si risolve con un ballottaggio tra Scioli e lo sfidante Mauricio Macri, al termine del quale Macri vince le elezioni e assume la carica di presidente.
Nominato ambasciatore in Brasile dal presidente Alberto Fernández nel marzo 2020, ha cercato di ricomporre le relazioni diplomatiche tra il suo governo e quello di Jair Bolsonaro, divisi da profonde divergenze politiche. Nel giugno 2022 Scioli è stato nominato Ministro dello Sviluppo Produttivo al posto di Matías Kulfas, costretto alle dimissioni dopo le sue dichiarazioni sulle presunte irregolarità nella gara d'appalto del gasdotto Néstor Kirchner.